# John McDouall Stuart
John Mcdouall Stuart (Dysart, 7 settembre 1815 – Londra, 5 giugno 1866) è stato un esploratore britannico scozzese, uno dei più esperti esploratori dell'entroterra australiano.
Stuart condusse con successo la prima spedizione per l'attraversamento dell'Australia da sud a nord e ritorno, e fu il primo a farlo partendo dall'Australia Meridionale, nonostante lo scarso sostegno del governo dell'Australia Meridionale. La sua esperienza e l'attenzione che dimostrò per il suo gruppo gli permisero di non perdere mai nessun uomo, nonostante l'asprezza del territorio attraversato.
Le esplorazioni di Stuart portarono alla costruzione della Australian Overland Telegraph Line e della strada principale da Port Augusta a Darwin, oggi nota come Stuart Highway in suo onore.

## Biografia

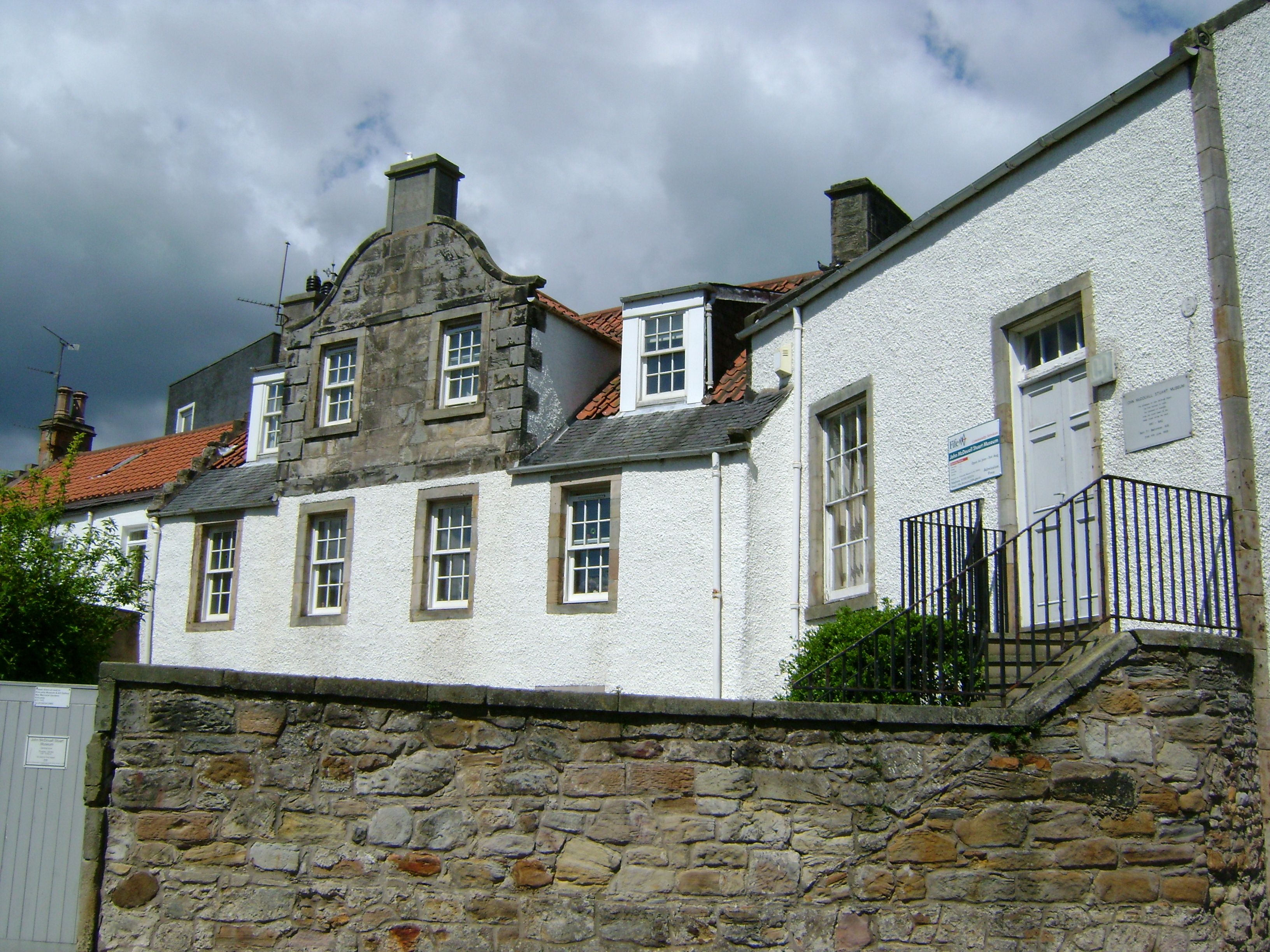
Luogo di nascita di John McDouall Stuart a Dysart, in Scozia

Nato a Dysart in Scozia, Stuart fu l'ultimo di nove figli. Il padre era un capitano dell'esercito in congedo. I genitori di Stuart morirono quando era un giovane adolescente, e si trovò senza parenti. Completò gli studi presso la Scottish Naval and Military Academy come ingegnere civile prima di emigrare in Australia all'età di 23 anni. Stuart era un giovane magro, alto circa 168 cm e pesante circa 54 kg.
Nel gennaio 1839 giunse nella colonia dell'Australia Meridionale fondata soli tre anni prima, a quel tempo poco più di un singolo affollato gruppo di tende e sporche capanne di legno. Stuart trovò lavoro presso l'ispettore generale della colonia. In seguito divenne massone.

### Progetto di Charles Sturt
L'ispettore generale dell'Australia Meridionale, superiore di Stuart, era il famoso capitano esploratore Charles Sturt, che aveva già risolto il mistero dei fiumi navigabili del Nuovo Galles del Sud, scoprendo il fiume Darling, percorrendo l'intero corso del Murrumbidgee e seguendo il Murray fino al mare. Stuart rimase con il dipartimento dell'ispettore fino al 1842 prima di lavorare nei monti Lofty come ispettore e allevatore privato.
Nel 1844 il capitano Sturt si imbarcò in una spedizione nell'arido entroterra, ed assunse Stuart come disegnatore. La spedizione di Sturt penetrò a nord più di qualsiasi altra mai organizzata, a costo di grandi privazioni. Invece del mare interno che pensavano di trovare, gli esploratori scoprirono due delle più terribili zone aride dell'Australia: il deserto di Sturt Stony ed il deserto Simpson. Dopo che il secondo in comando James Poole morì di scorbuto, Sturt nominò Stuart al suo posto. Entrambi sopravvissero e tornarono ad Adelaide, ma si ammalarono di scorbuto. Sturt non guarì più e fece ritorno in Inghilterra. Il giovane Stuart non poté lavorare o viaggiare per un anno.
Stuart tornò al suo lavoro da ispettore, trascorrendo sempre più tempo in zone remote, e trasferendosi a Port Lincoln per molti anni prima di raggiungere i monti Flinders dove lavorò per i ricchi pastori William Finke, James Chambers e John Chambers, esplorando, cercando minerali e rilevando nuovi pascoli.
Si dice che abbia fatto parte della spedizione di Stephen Hack del maggio e giugno 1857 alla ricerca di pascoli a nord e ad ovest di Streaky Bay, e di una spedizione privata al lago Gairdner con Anthony Forster (poi diventato editore del The Register) nel 1858.

### La prima spedizione
Il 14 maggio 1858, grazie al sostegno finanziario di William Finke, Stuart organizzò la prima delle sue sei grandi spedizioni. Il suo obiettivo era la ricerca di minerali, in una terra che gli aborigeni chiamavano Wingillpinin, e di nuovi pascoli nel nordovest dell'Australia Meridionale. Stuart partì dalla stazione di Oratunga di John Chambers, portando con sé due dipendenti di Chambers (un bianco di nome Forster ed un giovane aborigeno), mezza dozzina di cavalli e razioni per sei settimane, tutto fornito da Chambers, una bussola da tasca ed un orologio. Partendo dai monti Flinders, Stuart viaggiò verso ovest passando a sud di lago Torrens, per poi dirigersi a nord lungo la riva occidentale di lago Torrens. Trovò una serie isolata di pozzi semipermanenti che chiamò Chambers' Creek (oggi chiamato Stuart Creek). In seguito divenne cruciale come stazione di posta per le spedizioni dirette nell'arido centro del continente.
Proseguendo a nordovest, Stuart giunse in prossimità di Coober Pedy (non sapendo che nel sottosuolo si trovava un enorme giacimento di opali) prima che cominciassero a scarseggiare le provviste per i cavalli e che fosse costretto a dirigersi verso il mare, 500 km a sud. Un difficile viaggio lungo il confine del Gran Deserto Victoria portò Stuart a Miller's Water (nei pressi dell'odierna Ceduna), e da qui di nuovo alla civiltà quattro mesi e 2400 km dopo la partenza. Questa spedizione fece guadagnare a Stuart un'ottima reputazione, e gli valse in premio un orologio d'oro da parte della Royal Geographical Society.

### La seconda spedizione
Poco dopo il ritorno dalla prima spedizione, Stuart chiese una licenza di utilizzo di Chambers Creek. Essendo lo scopritore aveva già diritto ad un affitto, ma voleva i diritti su un'area maggiore. Come merce di scambio nel processo di negoziazione, Stuart si offrì per compiere da solo l'ispezione e nell'aprile del 1859 partì con tre uomini e 15 cavalli. Questo gli valse il fermo sostegno e la fiducia del governatore dell'Australia Meridionale, Richard Graves MacDonnell, appassionato esploratore. Una volta completata l'ispezione a Chambers Creek, Stuart di diresse nuovamente a nord per esplorare, nel tentativo di raggiungere il confine tra Australia Meridionale e quello che oggi è il Territorio del Nord (allora parte del Nuovo Galles del Sud). Nonostante avesse cibo e acqua in abbondanza, tornò indietro quando si trovava a circa 100 km dal confine perché avevano finito i ferri di cavallo (oggetto essenziale nella regione arida e pietrosa). Stuart aveva comunque trovato una nuova fonte d'acqua per futuri tentativi: una "bella sorgente" rifornita dall'allora sconosciuto Grande Bacino Artesiano. Scrisse: L'ho chiamata "La Sorgente della Speranza". È una piccola pozza resa salmastra non dal sale, ma dalla soda, e forma un buon corso d'acqua. Ho vissuto con acqua molto peggiore di questa: per me è di massima importanza, e mi tiene aperta la ritirata. Posso andare da qui ad Adelaide in ogni momento dell'anno ed in ogni stagione. Tornò a luglio con racconti del "meraviglioso paese"; una straordinaria descrizione del territorio che era a malapena in grado di mantenere due capi di bestiame.
La storia dell'Australia in generale, e dell'Australia Meridionale in particolare, contano molti esempi simili di iniziale ottimismo che si rivelò poi ingiustificato. Esploratori e primi coloni spesso credevano di aver trovato una buona zona durante una rara buona stagione credendola adatta all'allevamento di pecore, mucche o addirittura per coltivare il grano. L'inevitabile ritorno al normale flusso di piogge spezzò i cuori di molti agricoltori mandandoli in bancarotta. Gli agricoltori che raggiunsero i monti Flinders nel bel periodo degli anni 1870 furono obbligati ad abbandonare in massa le loro nuove terre durante la siccità dei primi anni 1880.

### La terza spedizione
In questo periodo, in Australia, la febbre delle esplorazioni raggiunse un picco. Molti fattori vi contribuirono. A "casa" (come gli australiani chiamavano l'Inghilterra) l'attenzione pubblica era focalizzata sulla ricerca della sorgente del Nilo, con la competizione tra le spedizioni di Speke, Burton e Baker tutti alla ricerca dell'onore della scoperta. Come l'entroterra africano, quello australiano restava un'imbarazzante macchia bianca sulle mappe, ed anche se i vecchi sogni di trovare una terra fertile all'interno erano sbiaditi si continuava a voler attraversare il continente. Fu l'apice dell'epoca eroica delle esplorazioni.
C'era in più il fatto del telegrafo. Inventata solo pochi decenni prima, la tecnologia era maturata rapidamente ed una rete globale di cavi sottomarini stava prendendo forma. La linea che partiva dall'Inghilterra aveva già raggiunto l'India ed erano stati stesi piani per il raggiungimento ai centri più popolosi dell'Australia a Victoria e nel Nuovo Galles del Sud. Molte delle colonie interne erano in competizione tra loro per poter ospitare il terminale della linea telegrafica: Australia Occidentale e Nuovo Galles del Sud proposero la stesura di lunghi cavi sottomarini; L'Australia Meridionale propose l'uso dei cavi sottomarini più corti possibili facendo giungere la linea telegrafica nel Top End dell'Australia. Da qui avrebbe corso sulla terra per 3000 km verso sud fino ad Adelaide. La difficoltà era ovvia: la rotta proposta era non solo remota e (per quanto ne sapessero gli europei) disabitata, ma addirittura una grande macchia bianca sulla mappa.
Quasi nello stesso periodo la ricca colonia rivale di Victoria si stava preparando alla più grande e riccamente equipaggiata spedizione della storia dell'Australia. Si trattava della Victorian Exploring Expedition, condotta da Robert O'Hara Burke. Il governo dell'Australia Meridionale offrì una ricompensa di 2000 sterline a chiunque fosse stato in grado di attraversare il continente passando dal centro tracciando una rotta utilizzabile per il telegrafo da Adelaide alla costa settentrionale. Gli amici e finanziatori di Stuart, James e John Chambers e Finke, chiesero al governo di fornire 1000 sterline per equipaggiare una spedizione che sarebbe stata guidata da Stuart. Il governo ignorò Stuart e preferì sponsorizzare la spedizione di Alexander Tolmer, che fallì miseramente già nell'attraversare i distretti abitati.
Nel frattempo Stuart fu bloccato da altri problemi. Alcune delle terre che aveva reclamato nel distretto di Chambers Creek durante il suo secondo viaggio erano di fatto già state esplorate e reclamate da persone attirate in zona dai racconti del primo viaggio di Stuart. Stuart aveva bisogno di tornare a Chambers Creek per difendere i suoi diritti. Partì da Adelaide con un piccolo gruppo nell'agosto del 1859. Avendo ispezionato i propri territori e molti altri per conto dei suoi finanziatori, Stuart passò la primavera e l'estate esplorando la zona ad ovest del lago Eyre, trovando molte altre sorgenti artesiane. Lavorando nel caldo estivo, Stuart ebbe problemi agli occhi a causa delle lenti, e poco dopo dovette razionare le provviste. Tutti tranne uno dei suoi uomini si rifiutarono di lasciare il campo. Sprezzante, Stuart li mandò a casa.
William Kekwick, il suo compagno rimasto, rimase con Stuart per il resto della carriera, organizzando i campi base mentre Stuart effettuava ricognizioni. Kekwick si diresse a sud in cerca di provviste e altri uomini, tornando con 13 cavalli e razioni per tre mesi, ma con una sola persona, Benjamin Head.

### La quarta spedizione
Il 2 marzo 1860 i tre partirono da Chambers Creek, alla ricerca del centro dell'Australia. Come sempre, Stuart viaggiò leggero, portando con sé solo quello che poteva caricare su pochi cavalli da soma. Il segreto per una spedizione di successo, secondo Stuart, era viaggiare veloci ed evitare ritardi e complicazioni dovute ad un grosso treno di rifornimenti.
Quando raggiunsero Neale's Creek (nei pressi dell'odierna Oodnadatta) una pioggia inaspettata rovinò buona parte delle loro provviste e dovettero proseguire razionando il cibo. Head, che all'inizio del viaggio pesava il doppio di Stuart, fece fatica ad adattarsi. L'acqua divenne sempre più difficile da trovare ed iniziò a manifestarsi lo scorbuto. L'occhio destro di Stuart iniziò a dare problemi. Nonostante tutto trovarono un grande corso d'acqua ad inizio aprile che Stuart chiamò Finke, e lo seguirono a nordovest oltre il confine dell'Australia Meridionale fino ai monti MacDonnell, ai quali fu dato il nome di Richard Graves MacDonnell, governatore dell'Australia Meridionale, il 12 aprile 1860.
Il 22 aprile 1860, secondo i calcoli di Stuart, il gruppo raggiunse il centro del continente. Stuart scrisse: C'è un'alta montagna circa tre chilometri a NNE che spero potrebbe essere al centro e su di lei domani creerò un cono di pietre e pianterò una bandiera e la chiamerò monte Sturt come il mio eccellente e stimato comandante della spedizione del 1844 e 45, il capitano Sturt, come segno di gratitudine per la grande gentilezza che ricevetti da lui durante quel viaggio. Solo che poi la montagna divenne Central Mount Stuart in onore dello stesso Stuart, e non del suo mentore Sturt, ed i geografi non lo considerano più in centro dell'Australia. Nonostante questo rimase di grande valore simbolico.
Gli esploratori non riuscirono a spingersi più a nord. La mancanza d'acqua li obbligò a tornare indietro. Lo scorbuto di Stuart stava peggiorando visibilmente, Head pesava la metà rispetto alla partenza e solo Kekwick era in grado di svolgere i lavori pesanti. Il 22 maggio iniziò a piovere. Con l'acqua ormai disponibile quasi ogni giorno, percorsero molta strada ed a metà giugno riuscirono a raggiungere il letto del fiume che Stuart aveva chiamato Tennant's Creek (dove oggi sorge Tennant Creek). La parte peggiore del territorio era ormai dietro di loro ed erano a soli 800 km dalla costa.
Da qui sembrava impossibile proseguire. Un'escursione di quattro giorni a nordovest non portò alla scoperta di acqua e dovettero ritirarsi. Dopo aver concesso ai cavalli una settimana di riposo, cercarono di ripartire verso nord. Trovarono un nuovo torrente (poi chiamato Attack Creek) ma furono bloccati da un grave scorbuto. A differenza di quelli più a sud, gli aborigeni Warramunga erano ostili. Il 26 giugno attaccarono il campo degli esploratori. Uno rubò la raspa da maniscalco (che Stuart riuscì a recuperare); altri lanciarono boomerang ai cavalli ed appiccarono il fuoco all'erba attorno al campo. Come Sturt (ed a differenza di molti altri esploratori australiani) Stuart generalmente si comportava bene con gli aborigeni che incontrava, ma non riuscì a negoziare con questo gruppo e reputò insicura la continuazione. Quella notte, quando anche l'infaticabile Kekwick iniziò a lamentarsi, gli esploratori abbandonarono l'idea di raggiungere la costa settentrionale e si diressero nuovamente verso sud.
Adelaide distava 2400 chilometri, i tre erano malati di scorbuto, le provviste stavano terminando, i cavalli erano in pessime condizioni e stava iniziando la stagione asciutta. Nonostante tutto ripartirono con il solito passo rapido di Stuart. Raggiunsero Chambers Creek ad agosto. Pochi giorni prima, il 20 agosto 1860, la grande spedizione di Burke e Wills era finalmente partita da Melbourne.
Stuart raggiunse Adelaide nell'ottobre del 1860. Nonostante abbia fallito di poco il tentativo di attraversare il continente, il suo viaggio permise di scoprire quanto immenso fosse il centro, potendo rivaleggiare con la scoperta di Speke della sorgente del Nilo. Stuart aveva risolto il dilemma della spedizione intrapresa con il capitano Sturt 15 anni prima, l'enigma di cosa si trovasse al centro del grande continente australiano. Fu premiato dalla Royal Geographical Society con la Patron's Medal, diventando la seconda persona a ricevere sia la Patron's Medal che l'orologio d'oro (l'altro fu David Livingstone). Solo ora il governo dell'Australia Meridionale iniziò a riconoscere le capacità di Stuart.

### La quinta spedizione
James Chambers stese un piano per far tornare Stuart e Kekwick a nord con l'equipaggiamento fornito dal governo in modo da superare i problemi di Attack Creek. Il governo tergiversò e cavillò sui costi del personale e sul controllo finale della spedizione, ma alla fine accettò di fornire dieci uomini armati e 2500 sterline mettendo Stuart al comando operativo. La spedizione di Burke e Wills era costata 9000 sterline e aveva già raggiunto il fiume Darling nella parte settentrionale del Nuovo Galles del Sud.
Stuart partì da Chambers Creek con una dozzina di uomini, 49 cavalli e razioni per 30 settimane il 1º gennaio 1861. Era piena estate in Australia Meridionale, il periodo peggiore per viaggiare. Stuart fu costretto a rimandare a casa due uomini e i cinque cavalli più deboli. Il caldo era estremo ed il gruppo rallentò spesso Stuart alla ricerca di foraggio e acqua. Erano ancora in Australia Meridionale l'11 febbraio, il giorno che Burke e Wills raggiunsero il golfo di Carpentaria. Con difficoltà il gruppo di Stuart aveva raggiunto i monti MacDonnell mentre arrivavano le piogge torrenziali, potendo quindi ripartire verso nord ad un passo accelerato. Raggiunsero Attack Creek il 24 aprile 1861, stavolta senza trovare segno della tribù ostile che li aveva bloccati durante l'ultimo tentativo. Circa nello stesso periodo, e senza che il gruppo di Stuart lo sapesse, ovviamente, Burke, Wills e King raggiunsero il proprio campo base a Cooper Creek trovandolo deserto. Il quarto membro del gruppo, Charles Gray, era già morto. Wills e Burke morirono nel giro di pochi giorni, lasciando da solo King a venire salvato dagli aborigeni locali.
Stuart pianificò di marciare a nordovest verso la regione conosciuta del fiume Victoria, già mappata da A.C. Gregory nel 1858. Lasciando indietro il grosso della spedizione, guidò piccoli gruppi in quella direzione, ma fu bloccato dallo scorbuto e dalla carenza d'acqua. Dopo un grosso sforzo, un gruppo di ricognizione riuscì a trovare acqua 80 chilometri a nord e Stuart vi si recò col gruppo principale. Nelle successive due settimane Stuart compì tre tentativi di trovare una rotta praticabile verso nordovest, ma senza successo. Alla fine decise di cercare di dirigersi a nord. Fu premiato con la scoperta di "uno splendido specchio d'acqua" largo 150 metri e lungo 7 chilometri che chiamò "Newcastle Water, per sua Grazie il Duca di Newcastle, Segretario delle Colonie".
Per altre cinque settimane il gruppò si accampò a Newcastle Waters mentre Stuart cercava una rotta a nordovest per raggiungere il fiume Victoria e da qui il mare. Gli aborigeni locali non erano amici, accesero fuochi attorno al campo e spaventarono i cavalli. Kekwick dovette organizzare una guardia armata con l'ordine di sparare colpi di avvertimento ogni volta che si avvicinavano. Le provviste stavano finendo e sia uomini che cavalli erano in pessime condizioni. Il 1º luglio 1861, esattamente sei mesi dopo la partenza da Chambers Creek, Stuart ordinò di ritornare. Nel relativo freddo dell'inverno meridionale viaggiarono velocemente, raggiungendo le regioni abitate dell'Australia Meridionale a settembre.
Quando Stuart seppe che Burke e Wills erano dispersi si offrì subito di unirsi alla loro ricerca. Le prime squadre di salvataggio partirono poco dopo, e tornarono subito con la notizia che erano morti almeno 7 membri della spedizione meglio equipaggiata della storia esplorativa dell'Australia.
La mania delle esplorazioni si raffreddò considerevolmente. Nonostante Stuart avesse già condotto cinque spedizioni nell'arido centro dell'Australia ed avesse attraversato praticamente tutto il continente senza perdere neanche un uomo, il governo dell'Australia Meridionale era riluttante a sponsorizzare un sesto tentativo. L'idea di tracciare una rotta via terra per il telegrafo fu un fattore determinante. Il governo gli fornì 2000 sterline all'ultimo minuto a condizione che Stuart portasse con sé uno scienziato. James e John Chambers con William Finke rimasero di finanziatori principali della spedizione.

### La sesta spedizione
La sesta spedizione di Stuart partì ufficialmente da casa di James Chambers ad Adelaide il 23 ottobre 1861. La prima sosta, prima di raggiungere la città di Gawler, fu causata da problemi con i cavalli. Un cavallo imbizzarrito aveva colpito con lo zoccolo la tempia di Stuart, facendogli perdere i sensi e calpestandone la mano destra, lussando due articolazioni e strappando la carne dal pollice. Inizialmente si credette che fosse necessaria un'amputazione, ma Stuart e Waterhouse (il naturalista scelto dal governo) riuscirono a raggiungere il resto del gruppo a Moolooloo (una delle stazioni del fratelli Chambers) cinque settimane dopo. Non partirono da Chambers Creek prima dell'8 gennaio 1862. Il gruppo era composto da 10 uomini e 71 cavalli. Benjamin Head, veterano della quarta spedizione, era troppo malato per accompagnarli. Il gruppo raggiunse in poco tempo Newcastle Waters, giungendovi il 5 aprile e scontrandosi nuovamente con i locali aborigeni. Rimasero qui per una settimana prima che Stuart guidasse un gruppo in avanscoperta verso nord, trovando acqua fresca che permise la partenza dell'esercito. Il passo successivo fu più difficoltoso. Per cinque volte Stuart ed i suoi ricognitori cercarono una rotta verso il fiume Victoria senza successo. Alla fine si diressero a nord invece che a nordovest e furono premiati da una serie di piccoli pozzi che li condussero a Daly Waters, circa 150 km a nord di Newcastle Waters.
Stuart fece un ultimo tentativo di raggiungere il fiume Victoria prima di ripartire verso nord in direzione di Top End. Il 9 giugno raggiunse un territorio che aveva già mappato ed il 1º luglio raggiunse il fiume Mary. Il 24 luglio 1862 Stuart raggiunse la spiaggia di Chambers Bay (ad est dell'odierna Darwin). Lui ed i suoi compagni di viaggio avevano attraversato il continente da sud a nord.
Membri della spedizione di John McDouall Stuart del 1861-1862
I dieci membri della spedizione vengono elencati con l'età alla partenza del viaggio da Adelaide.
| Nome                        | Ruolo              | Età               | Nato | Morto | Tomba        | Note           |
| --------------------------- | ------------------ | ----------------- | ---- | ----- | ------------ | -------------- |
| John William Billiatt       |                    | 19 anni, 1 mese   | 1842 | 1919  | Devon        | Cugino di King |
| Stephen King Junior         |                    | 19 anni, 10 mesi  | 1841 | 1915  | Nailsworth   |                |
| James Frew Junior           |                    | 21 anni, 4 giorni | 1840 | 1877  | West Terrace |                |
| William Patrick Auld        | Assistente         | 21 anni, 5 mesi   | 1840 | 1912  | West Terrace |                |
| John McGorrery              | Maniscalco         | 21 anni, 9 mesi   | 1840 | 1914  | West Terrace |                |
| Heath Nash                  |                    | 23 anni, 1 mese   | 1838 | 1913  | Payneham     |                |
| Francis William Thring      | Terzo ufficiale    | 24 anni, 5 mesi   | 1837 | 1908  | West Tce     |                |
| William Darton Kekwick      | Secondo in comando | 38 anni, 10 mesi  | 1822 | 1872  | Blinman      |                |
| John McDouall Stuart        | Comandante         | 46 anni, 1 mese   | 1815 | 1866  | London       |                |
| Frederick George Waterhouse | Naturalista        | 46 anni, 2 mesi   | 1815 | 1898  | Magill       |                |

|  |  |  |

|  |  |  |  |

## Il suo carattere e gli ultimi giorni

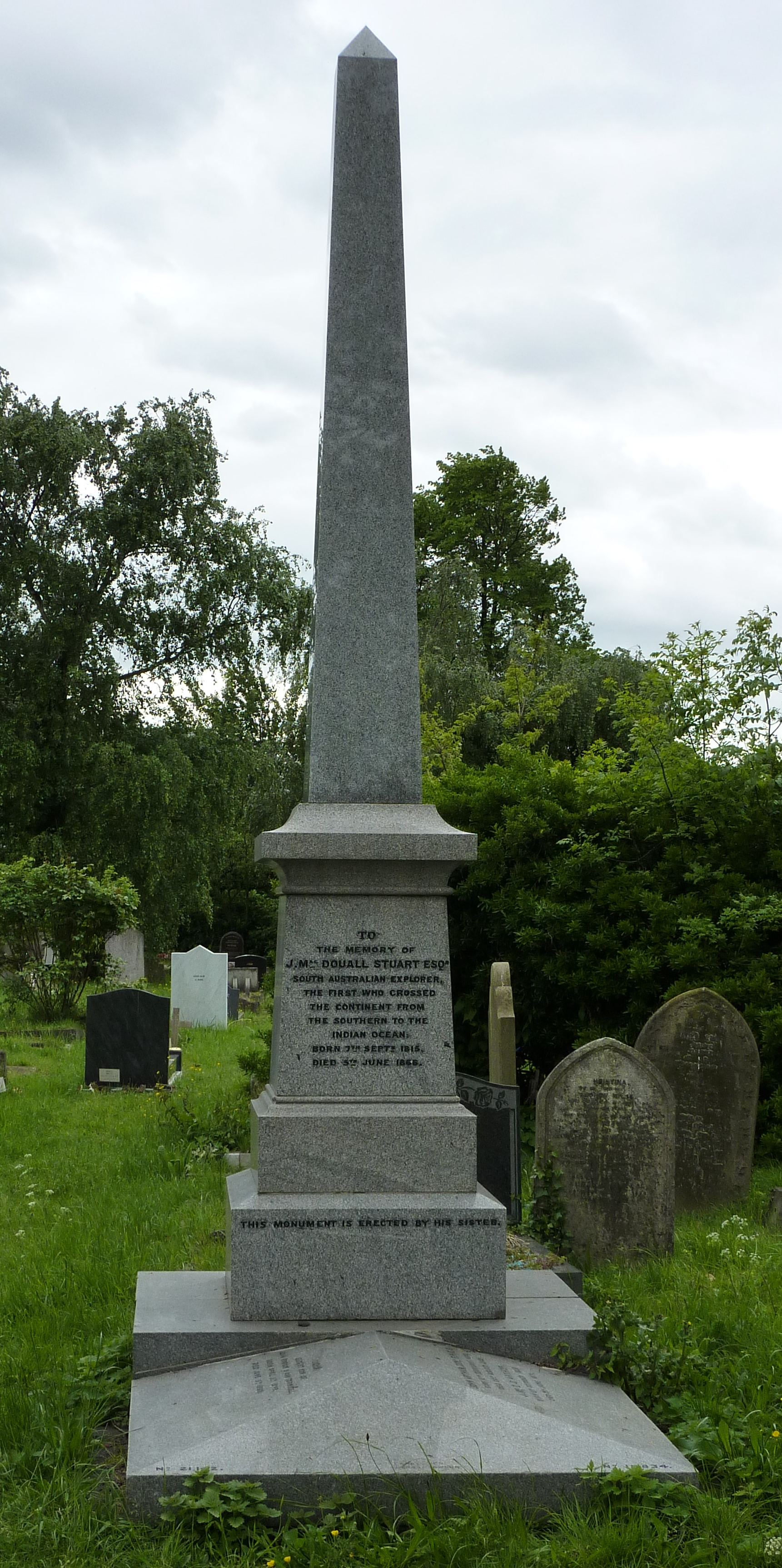
Tomba di Stuart nel Kensal Green Cemetery di Londra, fotografata nel 2014

Stuart era fisicamente un piccolo uomo nerboruto, capace di sopportare privazioni e con una feroce determinazione. Non era particolarmente socievole, aveva buoni amici ma era più felice lontano dalle folle. Aveva una lunga barba nera ed indossava solitamente pantaloni di fustagno con una giacca blu con lunghe code, bottoni in ottone e un cappello di cavolo tipico dell'Australia.
Molti anni di vita dura, malnutrizione, scorbuto, tracoma ed altre malattie lo avevano reso praticamente cieco, dolorante e con una salute talmente rovinata che percorse circa 900 km del viaggio di ritorno dall'ultima spedizione (1861–1862) trasportato su una lettiga da due cavalli. Non guarì mai. Preparò i suoi diari per la pubblicazione e ritornò in Gran Bretagna, dove morì due anni dopo. Fu sepolto nel Kensal Green Cemetery.

## Retaggio

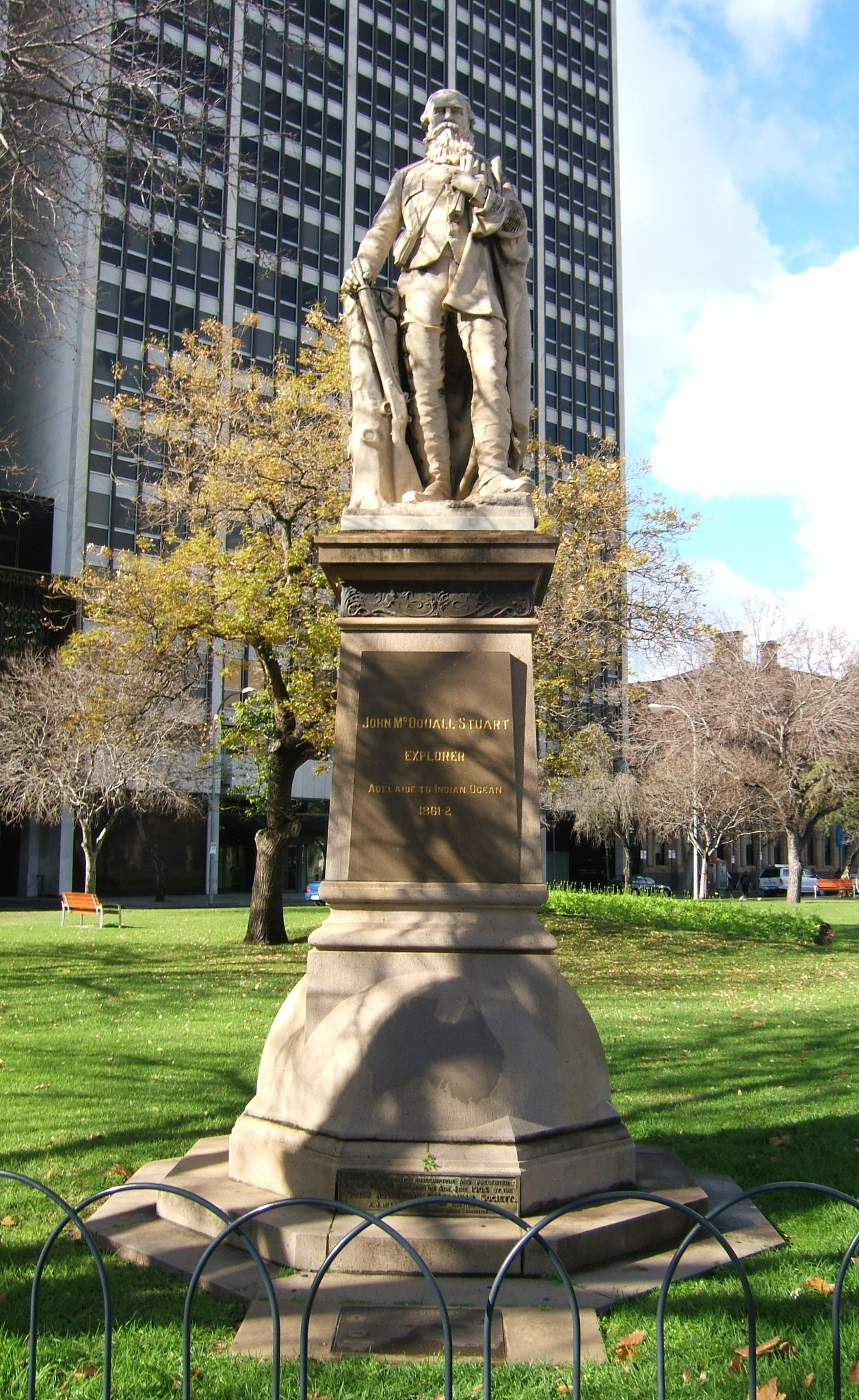
Statua di Stuart a Victoria Square nel centro di Adelaide

Nonostante Stuart avesse dato a molti luoghi i nomi dei propri amici, finanziatori e compagni di esplorazione, sparse ovunque il proprio nome. Il Central Mount Stuart, che riconobbe come centro geografico dell'Australia, era stato da lui chiamato "Central Mount Sturt" in onore dell'amico Charles Sturt. Tra i luoghi dedicati a John McDouall Stuart ci sono:
- Stuart Street, strada di Griffith, sobborgo di Canberra,[9]
- Stuart Highway,
- Stuart Park, sobborgo di Darwin suburb,
- Central Mount Stuart,
- McDouall Stuart Avenue, Whyalla Norrie, Australia Meridionale
- Divisione elettorale di Stuart nel Territorio del Nord,
- Divisione elettorale in Australia Meridionale,
- Città di Stuart, poi rinominata in Alice Springs nel 1933.

Una statua dedicata a Stuart si trova a Victoria Square (Adelaide) mentre a Darwin ci sono una statua ed un monumento che ne onorano i successi.
Nel marzo 2010 la Alice Springs Freemasons commissionò una statua di 4 metri in calcestruzzo armato raffigurante Stuart da donare al consiglio cittadino di Alice Springs per commemorare il 150º anniversario della quarta spedizione di Stuart, nella quale raggiunse quella che poi diventò la città di Alice Springs.
In Inghilterra Stuart viene ricordato da una blue plaque posta sulla casa dove visse e morì a Kensington, Londra, al numero 9 di Campden Hill Square.